# Bowman (Carolina del Sud)
Bowman és una població dels Estats Units a l'estat de Carolina del Sud. Segons el cens del 2000 tenia 1.198 habitants.

## Demografia
Segons el cens del 2000, Bowman tenia 1.198 habitants, 463 habitatges i 321 famílies. La densitat de població era de 398,8 habitants/km².
Dels 463 habitatges en un 33% hi vivien nens de menys de 18 anys, en un 39,1% hi vivien parelles casades, en un 24,4% dones solteres, i en un 30,5% no eren unitats familiars. En el 28,5% dels habitatges hi vivien persones soles el 14,3% de les quals corresponia a persones de 65 anys o més que vivien soles. El nombre mitjà de persones vivint en cada habitatge era de 2,58 i el nombre mitjà de persones que vivien en cada família era de 3,16.
Per edats la població es repartia de la següent manera: un 27,4% tenia menys de 18 anys, un 9,6% entre 18 i 24, un 26,9% entre 25 i 44, un 21,8% de 45 a 60 i un 14,4% 65 anys o més.
L'edat mediana era de 37 anys. Per cada 100 dones de 18 o més anys hi havia 79,4 homes.
La renda mediana per habitatge era de 22.750$ i la renda mediana per família de 29.167$. Els homes tenien una renda mediana de 25.583$ mentre que les dones 18.828$. La renda per capita de la població era de 11.662$. Entorn del 23% de les famílies i el 30,3% de la població estaven per davall del llindar de pobresa.

## Poblacions més properes
El següent diagrama mostra les poblacions més properes.